# Harald Nielsen
Harald Ingemann Nielsen (Frederikshavn, Jutlandia Septentrional, 26 de octubre de 1941-Klampenborg, Región Capital, 11 de agosto de 2015) fue un futbolista danés. Se desempeñaba como delantero y jugó casi toda su carrera deportiva en Italia.

## Trayectoria
Apodado "Gold-Harald", Nielsen estuvo considerado uno de los mayores talentos europeos de su época. De 14 partidos con la selección de fútbol de Dinamarca anotó 15 goles, y marcó 129 goles en 229 partidos de carrera profesional. En 1970 tuvo que retirarse de manera prematura debido a sus recurrentes lesiones.

## Clubes
| Club              | País      | Año         | Partidos | Goles |
| Frederikshavn fl  | Dinamarca | 1959 - 1961 | 50       | 44    |
| Bolonia FC        | Italia    | 1961 - 1967 | 157      | 81    |
| FC Internazionale | Italia    | 1967 - 1968 | 8        | 2     |
| SSC Napoli        | Italia    | 1968 - 1969 | 10       | 2     |
| UC Sampdoria      | Italia    | 1969 - 1970 | 4        | 0     |